# 미니멀리즘
미니멀리즘(minimalism), 최소주의(最小主義)는 단순함을 추구하는 예술 및 문화 사조이다. 1960-70년대 미국의 시각예술과 음악을 중심으로 일어났으며, 일본의 미니멀리즘, 와비사비에 영향을 받기도 했다. 모든 기교를 지양하고 근본적인 것을 표현하려 한다. 대표적인 작가로는 스티브 라이히, 칼 안드레(Carl Andre), 테리 릴리, 필립 글래스, 카르멘 에레라가 있다. 이후 음악에서는 포스트 미니멀리즘으로 이어지며, 연극, 영화, 디자인, 문학 등의 분야에서 활발히 적용되었다.

## 미니멀리즘 음악
음악에서 최소주의는 짧은 구절의 반복, 같은 음의 지속, 일관된 박자, 일정한 화음 등으로 나타난다. 최소주의라는 용어는 명확히 규정되지 않았지만 1970년대 중반 이후로 널리 이용되어 왔다. 최근의 최소주의 음악으로는 테크노 음악의 하위 장르인 미니멀 테크노가 있으며, 이는 전자음, 단순한 4/4박자, 짧은 루프의 반복 등의 특징을 갖는다.

## 미니멀리즘 미술
미니멀 아트는 작가의 주관을 배제함으로써 사물의 고유한 특성을 제시하고자 한다.
특히 대상의 본질만 남기고 불필요한 요소들을 제거하여, 최소한의 색상을 사용하고 기하학적인 뼈대만을 표현하는 단순한 형태의 미술작품이 주를 이룬다.
즉 최소주의 미술에서는 작품 창작에서 작가의 주관성의 흔적을 최소화하려고 하였으며 이를 통해 감상자로 하여금 작품의 재료(사물의 고유한 특성) 자체에 관심을 두게 한다.
이처럼 최소주의 미술작품들은 예술외적요소(인간의 감정, 작가의 이념)을 표현하거나 상정하지 않고 작품의 가장 순수하고 본질적인 근원으로 돌아가고자 한다.
대표적인 작가로는 프랭크 스텔라, 도널드 저드, 로버트 모리스, 자리나 하시미 등이 있다.

## 미니멀리즘 문학
문학에서의 최소주의는 미니멀리즘 소설로 나타났는데, 불필요한 언어를 최대한 제외시켜 더 이상 줄일 수 없을 만큼 언어의 개념에 접근해 간 소설을 말한다. 그래서 작가는 최소한의 언어로 표현했고, 독자는 행간의 의미에 골똘해야만 했다. 수전 손택 등의 소설가가 이 계열에 속한다.

## 같이 보기
- 플랫 디자인